# 模糊界线
《模糊界线》（英語："Blurred Lines"）是美国歌手兼作词人罗宾·西克、法瑞尔·威廉姆斯以及说唱歌手T.I.演唱的单曲。2013年3月26日，歌曲作为西克专辑《模糊界线》的主打单曲由威廉姆斯的唱片公司Star Trak唱片发行。该曲由威廉姆斯制作并于2012年进行录制，曲中鼓点的灵感源于马文·盖伊的歌曲《Got to Give It Up》，除去T.I.的说唱部分外，其余部分均由威廉姆斯完成。然而，据路透社报道，西克要求威廉姆斯支付歌曲的创作费用。这首歌成为了与盖伊家属和Bridgeport Music法律纠纷的矛头，他们认为《模糊界线》侵犯了盖伊歌曲的版权。2015年3月，联邦陪审团裁定威廉姆斯和西克对版权侵犯负法律责任，并追授盖伊死后的歌曲创作费用。
《模糊界线》的MV有两个版本，一版包含了模特儿艾蜜莉·瑞特考斯基，Jessi M'Bengue和琳赛·伊万斯（Elle Evans）的裸照，而另一版则针对裸露部分进行了审查。由于违反网站服务条款，无修版视频已从YouTube上删除，但之后又以“年龄限制”的方式恢复。2020年1月起，无修版本已不再限制年龄。
《模糊界线》的歌词和MV引起了争议，一些团体声称它们存在对女性的偏见，并宣扬了约会强奸文化。在英国，一些机构和大学學生會对歌曲下达了禁令。西克进行了多次反驳，但也称这首歌是个“失败的玩笑”。威廉姆斯起初为他的歌曲辩解，称这些人对歌词断章取义，这首歌的真实意图是赋予女性权力。但几年后，他为当年创作该曲感到后悔，并在后来与歌曲脱离关系。MV导演黛安·马特尔表示，音乐MV原本要表现愚弄和挑衅，而其中的女性则是凌驾于男性之上的。
《模糊界线》在超过25个国家/地区登上榜首，并在2013年登顶多个国家/地区榜单。在美国，歌曲成为了西克的首张、TI的第四张和威廉姆斯的第三张冠军单曲，也是当年在榜时间最长的冠单。歌曲销量达1480万，成为了有史以来最畅销单曲之一，同时也打破了历史最高电台听众数的纪录。该曲在第56届格莱美奖中获得了年度制作和最佳流行二人组/团体表演两次提名，并衍生出了大量再创作歌曲与翻唱作品。

## 背景
《模糊界线》由西克与法瑞尔制作，旨在创作出类似于马文·盖伊《Got to Give It Up》（1977）的声音。该曲在一个小时内完成了。在接受《绅士季刊》Stelios Phili的采访时，西克解释说：
我和法瑞尔在录音室里……我就说：“该死，我们应该制作一个像《Got to Give It Up》那样的，有那种律动感的东西。”然后他就开始弹点东西，我们花了半个小时把歌写了出来，然后录。当时我们反反复复地，我唱一句，他就会“嘿，嘿，嘿！”我们就搞得好像两个老男人站在露台上招呼女孩一样：“嘿，美女，要去哪儿啊？过来啊！”
在另外一次采访中，西克阐释了歌曲标题的含义，说标题指的是“‘好女孩’与‘坏女孩’的界限以及‘恰当’的界限”。
西克与经纪人乔丹·费尔德斯坦（Jordan Feldstein）认为这首歌不会通过广播产生太大影响，因此需要用一种创新的方法成为热门。费尔德斯坦对《HitQuarters》说：“我们有一位从未受到广播界欢迎的艺术家。这是一首非传统的歌曲，听起来不像是提姆巴蘭或本尼·布兰科风格的曲子。因此我们必须以一种有趣的方式进入市场。”费尔德斯坦提出了制作大火视频的想法，并请了经验丰富的MV导演黛安·马特尔进行拍摄。视频的争议性就是为了引人注意，费尔德斯坦说：“我知道它很快就会被禁……被禁反而有所帮助。”

## 音乐视频
歌曲的MV由黛安·马特尔执导，于2013年3月20日发行。影片中，西克，TI和法瑞尔随意地站在粉红色背景前，与摆姿势和跳舞的模特儿（艾蜜莉·瑞特考斯基，琳赛·伊万斯和Jessi M'Bengue）调情。许多地方有“#西克”（英語：#THICKE）的标签闪过，而在结尾处，银色气球上写着“罗宾·西克有大屌”（英語：ROBIN THICKE HAS A BIG DICK）。在视频的无修版中，模特儿们只穿了丁字裤。在修改版中，模特儿们衣着暴露，许多地方都显示了标签“#模糊界线”（英語：#BLURREDLINES）。这是黛安·玛特尔导演和法瑞尔第二次在包含两种不同评级版本的音乐视频项目中合作。2001年N.E.R.D单曲《Lapdance》的视频中模特儿部分也有两个版本，其中一版同《模糊界线》一样，是半裸版本。该视频在洛杉矶锡尔弗湖区的Mack Sennett工作室拍摄。
2013年3月30日，无修版MV上架YouTube不到一周后被删除，理由是违反了该网站的服务条款。该条款限制包含裸露内容的视频上传，尤其是包含色情意味时。但是，该视频后来在2013年7月12日恢复。无修版本视频在Vevo上仍可观看，而修改版本在Vevo和YouTube上均可观看。在于Vevo上发布后的几天内，《模糊界线》的无修版本播放量超过了100万。2019年2月，《模糊界线》可在YouTube上观看，并且播放量已超过5800万。

## 反响
《模糊界线》一曲的评价褒贬不一、分化明显。《密歇根日报》的杰克逊·霍华德（Jackson Howard）将其评为“A”，并称赞它是“法瑞尔多年来最好的曲子之一……当副歌部分丰富的层次和肉体的欲望和谐地融为一体时，这首歌就完全火爆起来了。”在给《公告牌》的报道中，克里斯·佩恩（Chris Payne）将该曲与賈斯汀·提姆布萊克的《全副舞装》相比，并称其为“热情奔放的迪斯科混音R＆B曲子”，同时还指出了其内容的露骨。《數碼間諜》的刘易斯·科恩（Lewis Corner）相对保守，给予这首歌三星评价（五星满分），并评论道：“这是一个具有争议性的话题，理解的人认为它流畅而又深刻，而那些不理解的人则会认为它不顾他人感受而又大男子主义……你得在魅力和自信之间找到恰当的平衡，才能欣赏。”《The Village Voices》的Pazz＆Jop年度评论家调查将《模糊界线》排在2013年最佳音乐第四位，与肯伊·威斯特的《New Slaves》并列。
而另一方面，《滚石》的罗布·谢菲尔德（Rob Sheffield）称该曲为“有史以来任何年度最差的歌曲”。
2014年《Time Out Sydney》的音乐爱好者票选中，《模糊界线》获得有史以来最糟糕的歌曲第二名。

## 榜单表现
《模糊界线》在25个国家/地区中排名第一，其中包括英国，澳大利亚，爱尔兰，法国，德国，奥地利，意大利，卢森堡，瑞士，波兰，加拿大，新西兰和美国等。这首歌成为西克在这些国家中排名最高的歌曲。在澳大利亚，该曲获四白金认证，销量为280,000；在新西兰获三白金认证，销量为45,000。“模糊界线”在14个国家/地区中排名前五，其中包括法国和瑞士。这首歌目前是2013年澳大利亚和新西兰在榜时间最长的单曲，在澳大利亚ARIA单曲榜蝉联榜首8周，在新西兰RIANZ单曲榜榜首共11周。至于拉丁美洲市场，由哥伦比亚说唱歌手J·巴爾文参与演唱的版本于西班牙语电台发布。该版本在哥伦比亚最高排名第七。
在美国，歌曲一经发布便在Billboard百强单曲榜排名第94，接下来的一周，歌曲排名升至第89，接着升至第70，之后升至第54。当该曲在美国排行榜中逐步稳定居于中位之时，5月中旬，罗宾·西克和法瑞尔在美国全国广播公司（NBC）的《美國之聲》现场表演了该曲。紧接着这首歌的排名飞升至百强单曲榜第12。此后不久，歌曲登顶，成为了西克唱片生涯中榜单排名最高的歌曲。它也成为了西克自《Sex Therapy》以来的第一个榜单曲目，继《Lost Without U》之后的第二支前20单曲。该曲目也是法瑞尔的第三支、TI的第四支Billboard百强单曲榜冠军单曲。截至2013年6月12日，《模糊界线》自发行以来已在美国售出100万张，这是西克首次达到该销量的单曲。截至2013年9月7日发行的排行榜，该歌曲是2013年在榜时间最长的单曲，共霸榜12周。这首歌也是第一首同时获得最高“数字收益”，最高“电台播放收益”和最高“流媒体收益”的歌曲，且最高“Airplay增益”连续获得9周（之后达10周）。截至8月8日，该曲还创下了美国有史以来最高的单周广播播放数记录（英語：the record for the all-time highest number of radio impressions during a single week），达到了2.198亿次播放（而后又在下周增至2.289亿次），超过了由瑪麗亞·凱莉《我要我们在一起》在八年前创下的2.122亿次播放的记录，并且是第一首在美国保持每周超过40万次下载至少四周的歌曲。2013年9月14日当周，凱蒂·佩芮单曲《怒吼》取代该曲登顶。《模糊界线》还是iHeart Radio的2013年度百大歌曲排行榜中的冠军歌曲。该曲成为2013年美国最畅销的歌曲，当年下载量达6,498,000次。到了2014年4月，该曲销量已突破700万大关，历时56周。
该曲在加拿大蝉联榜首13周，成为2013年霸榜时间最长的单曲。自2007年加拿大百强单曲榜发布以来，该曲成为霸榜时间第三长的歌曲，与提姆巴蘭的《道歉》（共和世代演唱）并列，紧随馬克·朗森的《放克名流》（布鲁诺·马尔斯演唱）（15周）和黑眼豆豆的《I Gotta Feeling》（16周）。该曲是2013年加拿大最畅销的歌曲，共售出692,000张（各版本共计706,000张）。
在英国，这首歌于2013年6月2日（当周结束日2013年6月8日）登顶英国单曲榜，首周售出190,000张，成为英国当年销速最快的单曲，不过后来在2013年7月21日，它被Avicii的《Wake Me Up (艾维奇歌曲)》超越。接下来的一周，《模糊界线》保持第一，销量甚至超过首周，达199,000张。在榜第五周，该曲排名下降至第二，但依然又售出100,000张，是当时2013年单周销售速度第二快的歌曲。暂离榜首两周之后，这首歌于2013年7月14日（当周结束日2013年7月20日）回归首位，于第五周的再次名列第一，成为了继2011年凱文·哈里斯和蕾哈娜的单曲《找到愛》之后第一首霸榜中途间断两周重回榜首的歌曲。发行第50天，《模糊界线》确认售出100万张，成为法瑞尔在英国在短短一个月内实现这一壮举的第二首歌（另一首是与傻朋克合作的《幸运儿》）。根据官方榜单公司报道，该单曲成为2013年英国最畅销单曲，销量达1,472,681张。
2014年4月21日，《模糊界线》被宣布为英国有史以来下载量最高的歌曲，数字销量超过154万张，之后被法瑞尔·威廉姆斯自己的单曲《高兴》所超越。目前该曲在英国的销量为163万。
《模糊界线》是西克最成功的歌曲，也是他的第一支百强单曲榜冠军歌曲（他曾在2007年凭借《Lost Without U》最高排名第14）。它也是法瑞尔继2004年与Snoop Dogg合作的《Drop It Like It’s Hot》和2006年与Ludacris合作的《Money Maker》之后的第三支百强单曲榜冠军单曲，也是T.I.继2006年与贾斯汀·汀布莱克合作的《My Love》和2008年他的个人单曲《Whatever You Like》和《Live Your Life》之后的第四支百强单曲榜冠军单曲。
在美国，这首歌蝉联Billboard百强单曲榜榜首12周，成为2013年和2010年代霸榜时间最长单曲，超过了蕾哈娜的《找到愛》（2011），后来于2015年被馬克·朗森的《放克名流》取代。这一壮举也使他成为了Billboard历史上第八位单曲霸榜至少十周的男性首席独唱艺术家。它在美国短短22周内售出了500万张，在29周内售出了600万张，这一速度比数字音乐历史上的任何其他歌曲都要快。
根据国际唱片业协会，到2013年底，该歌曲已售出1480万张，成为全球年度最畅销歌曲。
2016年8月，该曲已成为有史以来第七大畅销数字单曲。它是2013年美国第二大畅销歌曲，2013年英国最畅销歌曲。

## 现场表演
2013年5月14日，西克，法瑞尔和TI一同在NBC的《美国之声》上首次现场演唱这首歌。5月16日，西克，法瑞尔与三位模特于《艾伦秀》登台演出。2013年5月30日，西克在于曼海姆SAP Arena进行的《Germany's Next Topmodel》第八季收官表演中现场演唱了该曲。该演出中，本期节目的前20名选手在椅子上随着歌曲跳舞，决赛入围的四位选手走上台道，并在不同的家具上表演了滑稽舞蹈。2013年6月7日，西克在英国电视脱口秀节目《格拉汉姆·诺顿秀》中与法瑞尔一同演唱了这首歌。他还在2013年6月17日于《澳大利亚之音》第二季的收官表演中演唱了这首歌。2013年6月30日，西克于2013 BET Awards演唱该曲。此外，西克还于2013年7月8日在英国早间电视节目《Lorraine》、BBC廣播一台《Live Lounge》中进行独唱表演，于2013年7月10日在《This Morning》中表演。2013年7月29日，西克在天狼星XM电台《The Howard Stern Show》中与录音棚里的舞者一同表演了该曲。2013年8月6日，他还在《科拜尔报告》中演唱了这首歌。9月20日，他在2013年iHeartRadio音乐节上表演了该曲。11月10日，西克在2013年MTV欧洲音乐奖上同伊基·阿塞莉娅一起演唱了这首歌。12月，他在Jingle Ball 2013演唱会上演唱该曲。2014年5月，威廉姆斯获得iHeartRadio创新奖时，在iHeartRadio颁奖典礼上将该曲进行了串烧表演。2017年5月，他于第四届印尼选择奖表演了该曲。

### MTV音乐录影带大奖
在2013年MTV音乐录像带大奖中，西克与麥莉·希拉进行了《模糊界线》的二人表演，与赛勒斯的《青春大暴走》和由2 Chainz参与合唱的《Give It 2 U》进行了串烧表演。演出伊始，赛勒斯着熊主题服装表演了《青春大暴走》。接着，西克进入舞台，赛勒斯褪去外层服装，身着裸色小型两件套，并随后套上了食指伸出的巨大泡沫手套，在演出过程中用手套手指触碰了西克的私处，并贴近其私处跳电臀舞。该场表演引起了巨大反响，并成为推特史上最热议事件，每分钟共有360,000条相关推文，打破了六个月前碧昂絲第47届超级碗中场表演所保持的记录。

## 流行文化影响
睿俠为Beats Pill（一种小型立体声音响）制作了一个广告，其中复现了西克，法瑞尔和模特儿在修改版音乐视频中的造型，但模特儿举着的是Beats Pill。
西克本人参与合唱过一翻唱版本，由吉米·法伦，紮根合唱團表演，并配有课堂乐器，Black Thought则演唱了T.I.的歌词。

### 滑稽模仿
2013年6月12日的《吉米·坎摩尔直播秀》中，西克与法瑞尔作为嘉宾，他们表演了《模糊界线》的模仿版本，主持人吉米·坎摩爾和他的搭档Guillermo试图加入西克，法瑞尔和舞者，但不断被拒绝。模仿视频也发布在YouTube上，一个月内播放量超过200万。
2013年6月30日，雷米·穆纳西菲（Remy Munasifi）在其GoRemy YouTube频道上发布了一个模仿作品，标题为“模糊界线：安东尼·韦纳版本”，嘲讽安东尼·韦纳加入2013年纽约市市长选举。
2013年7月30日，《Nikki & Sara Live》第二季首播时，制作了性转模仿视频，片中该节目的女主持人为裸男舞者和非同寻常的农家庭院主题所惊诧。
2013年8月2日，巴特·貝克在他的YouTube频道上发布了《模糊界线》的模仿作品。目前，播放量已超过4500万。
2013年8月31日，奧克蘭大學法律评论部制作了一个受女性主义启发的模仿作品，名为《明确界线》（英語：Defined Lines）。该视频在第一个周末于YouTube上播放量超过290,000次，之后由于色情内容而被暂时删除。几天后视频恢复了，同时YouTube的母公司Google承认自己“犯了个错误”。
2013年9月11日，扮装皇后乐队DWV（Detox，Willam Belli和Vicky Vox）发布了一个模仿作品，名为《模糊拜恩斯》（英語："Blurred Bynes"）。这首歌是有关亞曼達·拜恩斯及其前几个月的行为的。
2013年9月26日，日本偶像团体AKB48成员大島優子和小嶋陽菜与西克和原版视频中的一些成员一同出演了模仿视频，借以提高AKB48在美国、西克在日本的知名度。
2013年11月5日，Dave Callan在ABC节目《Good Game》中对游戏《舞力全开2014》的评论中，对《模糊界线》的音乐视频进行了模仿，以反映游戏对该曲的错误编舞。
2013年12月19日，加拿大喜剧小品团体Royal Canadian Air Farce发布了一段名为“罗布·福特的模糊界线”（英語："Rob Ford's Blurred Lines"）的音乐视频模仿作品，作品突出了多伦多市长羅柏特·福特不久前承认的公共醉酒和使用可卡因的行为。
2014年7月15日，「怪人奧爾」揚科維奇在他的专辑《Mandatory Fun》中发布了名为《Word Crimes》的模仿歌曲作品。音乐录影带于当天线上发布。
2014年9月24日，Bento Box Entertainment的品牌作品Glove and Boots发布了名为“罗宾·西克的2013年夏季热单的概要史”（英語："A Brief History of Robin Thicke's 2013 Summer Hit"）的MV模仿节目，以喜剧形式简要讲述了该曲的法律纠纷。
乡村音乐模仿人克莱德斯·贾德（Cledus T. Judd）于2014年11月发布了名为“盧克·布萊恩”（英語："Luke Bryan"）的模仿，该曲中柯尔特·福特（Collt Ford）参与了客串演唱。

### 媒体
2013年7月23日，YouTube频道Barack's Dubs上传了美国前总统克林顿“演唱”这首歌的鬼畜视频。
在波兰，这首歌曾在2014年《Taniec z Gwiazdami》（波兰版《Strictly Come Dancing》计划）第15季的预告片中的上使用。

### 翻唱
乐队石器時代女王（英語：Queens of the Stone Age）、吸血鬼週末和The Mend翻唱了该曲。
在《欢乐合唱团》于2013年11月14日播出的“The End of Twerk”一集中，剧中的主角威尔·舒斯特（馬修·莫里森饰）和New Directions成员翻唱了该曲。

## 曲目列表
- 数字下载

1. 《模糊界线》 (与法瑞尔·威廉姆斯和T.I.合唱) – 4:22[88]

- 哥伦比亚单曲

1. 《模糊界线》 (与法瑞尔·威廉姆斯和J·巴爾文合唱) – 4:22[89]

- 英国单曲[90]

1. 《模糊界线》 (与法瑞尔·威廉姆斯和T.I.合唱) [Clean] – 4:22
2. 《模糊界线》 (与法瑞尔和T.I.合唱) [Laidback Luke混音版] – 4:39

- 德国单曲[91]

1. 《模糊界线》 (与法瑞尔·威廉姆斯合唱) [无说唱版] – 3:50
2. 《模糊界线》 (与法瑞尔和T.I.合唱) – 4:40
3. 《模糊界线》 (与法瑞尔·威廉姆斯合唱) [音乐视频] -4:33
4. 《模糊界线》 (与法瑞尔·威廉姆斯合唱) [音乐视频 – Clean] -4:33

- 混音[92]

1. 《模糊界线》 (与法瑞尔和T.I.合唱) [Laidback Luke混音版] – 4:40
2. 《模糊界线》 (与法瑞尔和T.I.合唱) [Will Sparks混音版] – 5:08
3. 《模糊界线》 (与法瑞尔和T.I.合唱) [DallasK混音版] – 5:00

- 迷你专辑[93]

1. 《模糊界线》 (与法瑞尔·威廉姆斯合唱) – 4:23
2. 《模糊界线》 (与法瑞尔和T.I.合唱) [Laidback Luke混音版] – 4:40
3. 《When I Get You Alone》 – 3:36
4. 《Lost Without U》 – 4:14
5. 《Magic》 – 3:53
6. 《Sex Therapy》 – 4:35

## 榜单成绩
| 排行榜（2013－2014）                              | 峰值 排名 |
| ------------------------------------------------- | --------- |
| 澳大利亚（澳大利亚唱片业协会單曲榜）              | 1         |
| 奥地利（Ö3四十强单曲榜）                          | 1         |
| 比利时佛兰德（Ultratop五十强单曲榜）              | 1         |
| 比利时瓦隆（Ultratop五十强单曲榜）                | 2         |
| 巴西（《公告牌》巴西热门百强榜）                  | 1         |
| 巴西 热门流行歌曲                                 | 1         |
| 加拿大（Canadian Hot 100）                        | 1         |
| CIS（Tophit）                                     | 17        |
| 哥伦比亚（國家報告） 与 J·巴爾文合唱              | 7         |
| 捷克（電台百強單曲榜）                            | 10        |
| 捷克（百強數位單曲榜）                            | 67        |
| 丹麥（Hitlisten单曲榜）                           | 2         |
| 歐洲（《告示牌》Euro Digital Song Sales）         | 1         |
| 芬兰（芬蘭官方單曲榜）                            | 9         |
| 法国（法國唱片出版業公會單曲榜）                  | 1         |
| 德国（德國官方單曲榜）                            | 1         |
| 希腊（IFPI）                                      | 1         |
| 希腊数字单曲 (Billboard)                          | 2         |
| 匈牙利（四十強舞曲榜）                            | 2         |
| 匈牙利（四十强电台榜）                            | 1         |
| 匈牙利（四十強單曲榜）                            | 2         |
| 愛爾蘭（愛爾蘭唱片音樂協會单曲榜）                | 1         |
| 以色列（媒体森林电台榜）                          | 1         |
| 意大利（意大利音乐产业联盟单曲榜）                | 2         |
| 日本（Japan Hot 100）                             | 22        |
| 盧森堡（《告示牌》Luxembourg Digital Song Sales） | 1         |
| 墨西哥英语榜（Monitor Latino)                     | 1         |
| 墨西哥英语电台播放榜（Billboard)                  | 1         |
| 荷兰（荷蘭四十強單曲榜）                          | 1         |
| 荷兰（百强单曲榜）                                | 1         |
| 新西兰（新西兰唱片音乐协会单曲榜）                | 1         |
| 挪威（世道單曲榜）                                | 2         |
| 菲律宾（Over-All Top 20）                         | 11        |
| 波蘭（波蘭百大電台榜）                            | 1         |
| 波蘭（波蘭五十強舞曲榜）                          | 1         |
| 葡萄牙（《告示牌》Portugal Digital Songs）        | 1         |
| 罗马尼亚（Airplay 100）                           | 6         |
| 蘇格蘭（官方榜单公司單曲榜）                      | 1         |
| 斯洛伐克（電台百強單曲榜）                        | 2         |
| 斯洛文尼亚 (SloTop50）                            | 2         |
| 南非（EMA）                                       | 1         |
| 西班牙（西班牙音樂製作協會）                      | 1         |
| 瑞典（瑞典最熱榜）                                | 6         |
| 瑞士（瑞士热门音乐榜）                            | 1         |
| 英國（官方榜单公司單曲榜）                        | 1         |
| 美国（《告示牌》百大單曲榜）                      | 1         |
| 美國（《告示牌》成人當代單曲榜）                  | 7         |
| 美國（《告示牌》Adult Pop Airplay）               | 1         |
| 美國（《告示牌》Dance Club Songs）                | 3         |
| 美國（《告示牌》Hot R&B/Hip-Hop Songs）           | 1         |
| 美國（《告示牌》Pop Airplay）                     | 1         |
| 美國（《告示牌》Rhythmic Songs）                  | 1         |
| 委内瑞拉流行摇滚总榜（唱片报告）                  | 1         |

| 排行榜（2013）                        | 排名 |
| ------------------------------------- | ---- |
| 澳大利亚（澳大利亚唱片业协会）        | 2    |
| 奥地利（奧地利Ö3四十強音樂榜）        | 2    |
| 比利时 (Ultratop 50 Flanders）        | 3    |
| 比利时（Ultratop Flanders Urban）     | 2    |
| 比利时（Ultratop 50 Wallonia）        | 6    |
| 加拿大（加拿大百强单曲榜）            | 1    |
| 哥伦比亚（國家報告）                  | 39   |
| 丹麦（Tracklisten）                   | 3    |
| 法国（法國唱片出版業公會）            | 2    |
| 德国（媒体控制）                      | 2    |
| 匈牙利Rádiós Top 40）                 | 5    |
| 爱尔兰（愛爾蘭唱片音樂協會）          | 1    |
| 以色列（媒体森林）                    | 3    |
| 意大利（FIMI）                        | 4    |
| 日本（日本百强榜）                    | 60   |
| 摩尔多瓦（媒体森林）                  | 21   |
| 荷兰（荷兰40强）                      | 1    |
| 荷兰（Mega Single Top 100）           | 2    |
| 新西兰（新西兰唱片音乐协会）          | 1    |
| 菲律宾（Over-All Top 20）             | 19   |
| 俄罗斯广播播放（Tophit）              | 62   |
| 斯洛文尼亚（SloTop50）                | 3    |
| 西班牙（西班牙音乐制作协会）          | 4    |
| 瑞典（瑞典最热榜）                    | 23   |
| 瑞士（瑞士热门音乐榜）                | 2    |
| 乌克兰广播播放（Tophit）              | 169  |
| 英国单曲（官方榜单公司）              | 1    |
| 美国百强单曲榜                        | 2    |
| 美国當代成人單曲榜（Billboard)        | 24   |
| 美国成人四十強單曲榜（Billboard)      | 9    |
| 美国舞曲夜店歌曲榜（Billboard）       | 45   |
| 美国Hot R&B/Hip-Hop Songs (Billboard) | 2    |
| 美国热门铃声（Billboard）             | 5    |
| 美国主流四十強單曲榜（Billboard）     | 1    |
| 美国电台歌曲榜（Billboard）           | 1    |
| 美国Rhythmic (Billboard)              | 1    |
| 國際唱片業協會                        | 1    |

| Chart (2014)                           | Position |
| -------------------------------------- | -------- |
| 澳大利亚Urban（澳大利亚唱片业协会）    | 27       |
| 比利时Urban（Ultratop Flanders）       | 22       |
| 加拿大（加拿大百强单曲榜）             | 76       |
| 斯洛文尼亚SloTop50）                   | 16       |
| 美国《公告牌》百强单曲榜               | 83       |
| 美国Hot R&B/Hip-Hop Songs（Billboard） | 36       |

| 排行榜（2010－2019）                      | 排名 |
| ----------------------------------------- | ---- |
| 澳大利亚（澳大利亚唱片业协会）            | 36   |
| 德国（官方德国榜单）                      | 18   |
| 英国单曲（官方榜单公司）                  | 32   |
| 美国Billboard百强单曲                     | 14   |
| 美国Billboard热门R&B/嘻哈歌曲（Billboard) | 3    |

| 排行榜                   | 排名 |
| ------------------------ | ---- |
| 英国单曲（官方榜单公司） | 21   |
| 美国Billboard百强单曲榜  | 48   |

## 销量认证
| 地區                                  | 认证    | 认证单位/销量 |
| ------------------------------------- | ------- | ------------- |
| 澳大利亚（澳大利亚唱片业协会）        | 9× 白金 | 630,000^      |
| 奥地利（國際唱片業協會奧地利分會）    | 白金    | 30,000*       |
| 比利时（比利時唱片音樂協會）          | 白金    | 30,000*       |
| 加拿大（加拿大音乐协会）              | 9× 白金 | 720,000       |
| 丹麦（國際唱片業協會丹麥分會）        | 白金    | 60,000^       |
| 法国（法國唱片出版業公會）            | 钻石    | 250,000*      |
| 德国（聯邦音樂產業協會）              | 钻石    | 1,000,000‡    |
| 意大利（意大利音乐产业联盟）          | 4× 白金 | 200,000‡      |
| 墨西哥（墨西哥音像製品協會）          | 3×      | 180,000*      |
| 新西兰（新西兰唱片音乐协会）          | 5× 白金 | 75,000*       |
| 挪威（國際唱片業協會挪威分会）        | 2× 白金 | 20,000*       |
| 韩国（Gaon音乐榜） 单曲版             | —       | 86,552        |
| 韩国（Gaon音乐榜） 专辑版             | —       | 101,293       |
| 西班牙（西班牙音樂製作協會）          | 金      | 20,000*       |
| 瑞典（瑞典唱片業協會）                | 2× 白金 | 80,000‡       |
| 瑞士（國際唱片業協會瑞士分会）        | 3× 白金 | 90,000^       |
| 英国（英国唱片业协会）                | 3× 白金 | 1,630,000     |
| 美国（美國唱片業協會）                | 钻石    | 10,000,000+^  |
| *僅含認證的實際銷量 ^僅含認證的出貨量 |         |               |

## 电台与发行历史
| 国家          | 日期          | 形式         | 本版     | 厂牌           |
| ------------- | ------------- | ------------ | -------- | -------------- |
| 澳大利亚      | 2013年3月26日 | 数字下载     | 主要版本 | Star Trak      |
| 美国          | 2013年3月26日 | 数字下载     | 主要版本 | Star Trak      |
| 德国          | 2013年3月27日 | 数字下载     | 主要版本 | Star Trak      |
| 意大利        | 2013年4月5日  | 当代流行电台 | 主要版本 | 环球           |
| 美国          |               |              | 主要版本 |                |
| 2013年4月16日 | 节奏热门电台  | Star Trak    | 主要版本 |                |
| 2013年5月21日 | 當代流行電台  | Star Trak    | 主要版本 |                |
| 英国          | 2013年5月26日 | Star Trak    | 主要版本 | 数字下载       |
| 德国          | 2013年5月31日 | Star Trak    | 主要版本 | CD单曲         |
| 哥伦比亚      | 2013年7月23日 | Star Trak    | 数字下载 | J·巴爾文混音版 |